# Ellie Kemper
Elizabeth Claire "Ellie" Kemper (Kansas City, Missouri, SAD, 2. svibnja 1980.) je američka glumica i komičarka. Najpoznatija je po ulozi tajnice Erin Hannon u TV seriji U uredu te kao Becca u komediji Djeveruše.

## Karijera

### Počeci
Ellie je rođena u Kansas Cityju kao drugo od četvero djece Davida Woodsa Kempera i Dorothy Ann (rođ. Jannarone). Njezin otac bio je predsjednik i izvršni direktor bankarske holding kompanije Commerce Bancshares koju je osnovala obitelj Kemper 1865. godine.
Kada je Ellie imala pet godina, obitelj se preselila u St. Louis a ona je tamo pohađala osnovnu i srednju školu. Tada je razvila interes prema kazalištu te improviziranoj komediji. Jedan od njenih nastavnika bio je glumac Jon Hamm s kojim se pojavila u školskoj predstavi. 1999. je proglašena Kraljicom St. Louisa na Veiled Prophet Ball.
Glumica je pohađala ugledno sveučilište Princeton gdje je nastavila svoj interes za improviziranom komedijom. Ondje je sa svojom komičarskom grupom nastupala u sveučilišnom kazalištu. Osim glume, Ellie je za Princeton igrala hokej na travi ali tvrdi da je 97% vremena provela na klupi. Njezina momčad se tada kvalificirala na nacionalno prvenstvo ali je glumica kasnije odustala od hokeja kako bi se što više usredotočila na kazalište. Diplomirala je 2002. dok je sljedeću godinu provela na studiju u engleskom Oxfordu.

### Komedija
Kemper je karijeru započela u televizijskim skečevima. Također, pisala je za satirične novine The Onion te McSweeney's a svoj doprinos dala je i The Huffington Postu. Pojavljivala se i u radijskim i televizijskim reklamama.
Nakon dolaska u New York, Ellie je sudjelovala u People’s Improv Theatreu te je bila članica komičarske skupine Upright Citizens Brigade koja se bavila improviziranom komedijom. U srpnju 2009. magazin Variety ju je uvrstio na listu 10 komičara koje treba pogledati. U izvedbi How to Kick People je kombinirala  stand-up komediju i performans. Na internetu je postala popularna zbog humorističnog videa Blowjob Girl koji je objavljen na kanalu CollegeHumor. Međutim, sama glumica je rekla: "Ne sviđa mi se taj video i voljela bih da ga nisam snimila iako se radi o šali", dok je za sam kanal napisala članak u kojem tvrdi da više neće surađivati njime.

### Filmska i televizijska karijera
Nakon manjih uloga na filmu, glumica je 2009. dobila ulogu tajnice Erin Hannon u američkoj inačici humoristične serije U uredu. Tu ulogu je tumačila sve do 2013. godine i kraja same serije a za nju je dobila pozitivne kritike. Televizijski kolumnist Alan Sepinwall opisao je Erin kao "lik zarazne radosti i dobrote koju je donijela u show". Filmski kritičar Joshua Ostroff je za njenu ulogu rekao "da je jedna od najboljih novih televizijskih likova u sezoni 2008./09. a njena ljubaznost gledateljima stvara dobrodošlicu za novu sezonu". Andy Shaw je komentirao Erin kako "dodaje novu svježinu postojećoj glumačkoj postavi".
Od značajnijih filmova, Ellie je glumila u drami Negdje redateljice Sofije Coppole te u komediji Djeveruše koja je polučila veliki financijski uspjeh.

## Privatni život
Ellie Kemper je odgajana u rimokatoličkoj obitelji. 2011. se zaručila s dečkom Michaelom Komanom koji je scenarist humorističnih serija. Par se vjenčao 7. srpnja 2012.

## Filmografija
| Godina        | Film / serija                        | Hrv. prijevod      | Uloga                         | Bilješke                                                          |
| ------------- | ------------------------------------ | ------------------ | ----------------------------- | ----------------------------------------------------------------- |
| 2007.         | Redeeming Rainbow                    | ???                | Shelly                        | Televizijski film.                                                |
| 2009.         | Mystery Team                         | ???                | Jamie                         |                                                                   |
| 2009.         | Cayman Went                          | ???                | Djevojka u baru               |                                                                   |
| 2009. – 2010. | Important Things With Demetri Martin | ???                | Allison / Felicia             | Glumica je nastupila u dvije epizode ovog skeč showa.             |
| 2009. – 2013. | The Office                           | U uredu            | Erin Hannon                   | Ellie je ulogu Erin tumačila od pete do posljednje devete sezone. |
| 2010.         | Somewhere                            | ???                | Claire                        |                                                                   |
| 2010.         | Get Him to the Greek                 | To je rock'n'roll! | Zaposlenica Pinnacle Recordsa |                                                                   |
| 2011.         | Bridesmaids                          | Djeveruše          | Becca                         |                                                                   |
| 2012.         | 21 Jump Street                       | ???                | Gospođica Griggs              |                                                                   |
| 2013.         | Identity Thief                       | Krađa identiteta   | Konobarica                    |                                                                   |
| 2014.         | Mr. Peabody & Sherman                | ???                | Paula Peterson                | Glumica je dala glas u animiranom filmu.                          |
| 2021.         | Home Alone 6                         | Sam u kući 6       | Pam                           |                                                                   |

## Vanjske poveznice
- Profil glumice na IMDB.com